# Электронная Москва
«Электронная Москва» — городская целевая программа Москвы, определяющая состав мероприятий по применению информационно-коммуникационных технологий (ИКТ) в городском управлении и социальной сфере.

## Программы
Основным разработчиком программы является "Институт развития информационного общества".
Объём планового бюджетного финансирования в 2007-м году — 5 193 114,00 т.р. Общее число мероприятий — 163.
Самое дорогостоящее мероприятие — «Создание системы обеспечения безопасности населения города (СОБГ)» (2 274 870,00 т.р.).
Ход программы и её результаты крайне скудно освещаются средствами массовой информации и систематически подвергаются критике властей.
Бюджет ГЦП «Электронная Москва» сопоставим с бюджетом ФЦП «Электронная Россия»:
Как заявил на заседании координационного совета ГЦП гендиректор ОАО «Электронная Москва» Юрий Припачкин, затраты на реализацию одноименной программы в 2003 — 2008 гг. составят 69,2 млрд руб. Цифра впечатляющая, особенно если учесть, что на все мероприятия во многом сходной по целям и задачам федеральной программы «Электронная Россия» планируется потратить до 2010 г. лишь немногим больше — около 79 млрд руб.«Ведомости», №22 (822), 11 февраля 2003 г
Одним из заметных результатов этой программы на сегодня является приложение для iPhone "Мобильная приёмная Правительства Москвы". С его помощью теоретически можно, например, пожаловаться на состояние дорог, однако практически о результатах его использования пока ничего неизвестно.

## Критика
Специалистами и средствами массовой информации указываются yеадекватно огромный бюджет программы, неэффективное его расходование, непрозрачная процедура выбора подрядчиков. Также высказываются сомнения в эффективности управления проектами в целом и проводятся параллели с уже провалившимися прошлыми проектами в других городах.